# Olga Antonova
Olga Antonova (n. Unión Soviética, 16 de febrero de 1960) fue una atleta soviética, especializada en la prueba de 4 × 100 m en la que llegó a ser medallista de bronce mundial en 1987.

## Carrera deportiva
En el Mundial de Roma 1987 ganó la medalla de bronce en los relevos 4x100 metros, con un tiempo de 42.33 segundos, tras Estados Unidos y Alemania del Este, siendo sus compañeras de equipo las atletas: Natalia Pomoshchnikova, Natalya German y Irina Sliusar.